# Yuliya Graudyn
Yuliya Graudyn (née le 13 novembre 1970) est une athlète russe spécialiste du 100 mètres haies.

## Carrière
Yuliya Graudyn obtient deux podiums dans des compétitions majeures : le premier lors des Championnats d'Europe d'athlétisme 1994, où elle prend la médaille d'argent derrière la Bulgare Svetla Dimitrova ; le second aux Championnats du monde d'athlétisme 1995, où elle se classe 3e en 12 s 85, devancée par l'Américaine Gail Devers et la Kazakhe Olga Shishigina.

### Palmarès
| Année | Compétition                    | Lieu     | Résultat | Épreuve     | Performance |
| ----- | ------------------------------ | -------- | -------- | ----------- | ----------- |
| 1988  | Championnats du monde juniors  | Sudbury  | 4e       | 100 m haies | 13 s 76     |
| 1993  | Championnats du monde en salle | Toronto  | 4e       | 60 m haies  | 8 s 01      |
| 1994  | Championnats d’Europe          | Helsinki | 2e       | 100 m haies | 12 s 93     |
| 1994  | Finale du Grand Prix IAAF      | Paris    | 2e       | 100 m haies | 12 s 79     |
| 1995  | Championnats du monde          | Göteborg | 3e       | 100 m haies | 12 s 85     |

### Records
| Épreuve          | Performance | Lieu   | Date         |
| ---------------- | ----------- | ------ | ------------ |
| 100 mètres haies | 12 s 62     | Berlin | 30 août 1994 |

| Épreuve         | Performance | Lieu   | Date            |
| --------------- | ----------- | ------ | --------------- |
| 50 mètres haies | 6 s 73      | Moscou | 27 janvier 1995 |
| 60 mètres haies | 7 s 94      | Samara | 30 janvier 2000 |